# Stereidy
Stereidy – silnie wydłużone komórki sklerenchymy najczęściej o zaostrzonych końcach. Komórki dojrzałe najczęściej są martwe, sprowadzają się więc do odpowiednio wykształconej ściany wtórnej. Owa ściana składa się zwykle z wielu lameli, które można podzielić na 3 warstwy:
- zewnętrzną (s1),
- wewnętrzną (s3)
- i środkową (s2).

Warstwy s1 i s3 są cienkie, zwykle poza zdolnością rozdzielczą mikroskopu optycznego z kolei warstwa s2 jest najgrubsza osiąga grubość kilku mikrometrów. Mikrofibryle w warstwach ułożone są helikalnie a kąt nachylenia względem osi komórki może się znacznie różnić.
Ściana wtórna zawiera zwykle dużo celulozy, zwykle ok. 50 procent suchej masy. W powyższych komórkach występują jamki. Jamki we włóknach są szczelinowe i w zależności od typu włókien mogą być lejkowate bądź proste. Włókna zgrupowane są zwykle albo w pasma łączące się w sieć albo też tworzą warstwę lub pokład. Ze względu na miejsce występowania wyróżniamy rozmaite rodzaje włókien:
- włókna drzewne,
- włókna łykowe,
- włókna kory pierwotnej,
- włókna perywaskularne,
- włókna liściowe,
- włókna typu włosków.